# Referèndum constitucional d'Albània de 1994
El referèndum constitucional d'Albània de 1994 es va celebrar a Albània el 7 de novembre de 1994. Es va preguntar als electors si aprovaven la nova constitució publicada el 6 d'octubre, que donaria més poder al president del país. Tanmateix, va ser rebutjada pels votants, amb només un 43,6% a favor. La participació va ser del 84,4%.

## Resultats
| Opcions                        | Vots      | %     |
| ------------------------------ | --------- | ----- |
| A favor                        | 699.245   | 43,62 |
| En contra                      | 903.630   | 56,38 |
| Vots en blanc o invàlids       | 73.958    | –     |
| Total                          | 1.676.833 | 100   |
| Electors inscrits/participació | 1.985.986 | 84,43 |
| Font: Nohlen & Stöver          |           |       |